# 陈云
陈云（1905年6月13日—1995年4月10日），曾用名廖陈云，上海市青浦区人，中国共产党和中华人民共和国政治人物，原正国级领导人，中国共产党第一和第二代中央领导集体重要成员之一。
陈云早年领导上海工人运动，随后参加中国工农红军，并随部参加长征，相继担任中共中央驻新疆代表、中共中央书记处候补书记、中共中央组织部部长、中共中央政治局委员等职。随后赴东北，任东北局副书记。随后担任东北财政经济委员会主任、中华全国总工会主席、中央人民政府委员，领导银元之战。
中华人民共和国成立后，陈云曾担任中央人民政府政务院副总理兼政务院财政经济委员会主任，负责全国经济恢复工作与制定中国第一个五年计划。1950年接替病逝的任弼时增补为中共中央书记处书记，位列五大书记之一，地位仅次于毛刘周朱四人。1956年在中共八大上当选中共中央政治局常委、中共中央副主席。文化大革命期间被排挤出领导核心，之后恢复原职，出任中共中央纪律检查委员会第一书记，1987年，接替邓小平当选中共中央顾问委员会主任，被认为是当时主政的中共八大元老之一，葉劍英退休后陈云被外界视为是中共党内仅次于邓小平的第二号领导人，保守派領袖。1989年六四天安门事件时召开中顾委常委会，促成元老们同意清场。1992年中共十四大后退休，以便重新啟動改革開放，卸任中共中央顾问委员会主任一职。1995年陈云在北京去世，终年90岁。

## 生平

### 早年革命生涯

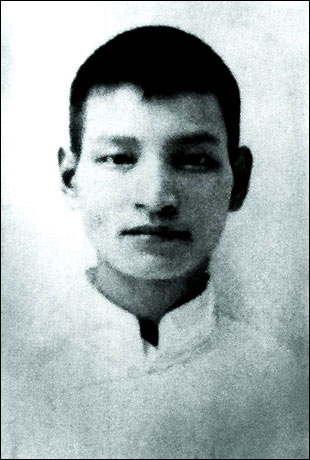
青年时期的陈云

清光緒三十一年（1905年）5月11日，陈云出生于江苏省苏州府吴江县汾湖巡检司（原久泳乡）章练塘（今上海市青浦区练塘镇）的一户农民家庭中，父亲陈梅堂、母亲廖顺妹:1。他两岁丧父:3，四岁丧母:4，与胞姐陈星由外祖母抚养，过继给舅父廖文光，改姓廖，名陈云:5。1917年，经镇颜安小学校长杜衡伯举荐，免费入颜安高等小学读书:10。1919年，因家贫无力继续求学:13，经老师张行恭介绍，到上海商务印书馆当学徒:8-11，了解、学习书局的商业运作与财务交易，这段经历是他从事经济职业生涯的开始:2。
1925年五卅运动时期，陈云被推选为商务印书馆罢工临时委员会委员长:19，与沈雁冰等一起领导全馆职工大罢工:11。随后由董亦湘、恽雨棠介绍加入中国共产党:3，任中共商务印书馆总支部干事、发行所支部书记，随后连续三次参加上海工人起义:22-25。1927年10月，受中共派遣，离开商务印书馆，到青浦发动农民举行武装暴动:41:305。同年12月，担任中共青浦县委书记:44，组织农民革命军:41，改任淞浦特委组织部部长:45。1928年1月，陈云赴上海筹集武器装备，而淞浦武装部队被国军镇压:50，同年9月重建组织:54；11月担任江苏省委常委兼农委书记:55。1929年4月，担任中共江苏省委沪宁巡视员:60。1930年7月，兼任中共上海闸北区委书记:96。1930年9月24日至28日的中共六届三中全会上，二十五岁的陈云，当选为中共中央候补委员。1931年1月7日在上海召开的中共六届四中全会上陈云当选为中共中央委员，自此陈云一直跻身中央委员会长达56年。
1931年3月，中共中央特科负责人顾顺章被捕变节，陈云协助周恩来处理后续事件中显示出他的机智果断:5-6；同年5月，周恩来、陈云、康生、潘汉年、邝惠安重组中央特别工作委员会，领导中央特科的工作:27。然而6月21日，中共中央总书记向忠发因被捕，供出周恩来住处，周恩来被迫转移。陈云因此挑起重建中央特科重担，他化名“李介生”，党内被称“先生”，期间处理向忠发案后的中央机关转移；并撤销第四科，并精简其他科室人员；安排特科人员撤离上海，包括李克农、钱壮飞、胡底、陈赓、陈养山、李强等人；并重建上海的人际关系网:117-118。
1931年9月22日，中共临时中央政治局在上海召开第一次会议。会上，博古宣布共产国际来电，批准成立临时中央政治局，陈云为临时中央政治局九名委员之一。（后来延安整风时毛泽东1944年3月15日在中央政治局讲话时明确：临时中央经共产国际在上海的代表机关批准过，根据这一点看是合法的）。1932年3月14日，任中共临时中央常委、全国总工会党团书记:121-122。1932年12月23日，在上海会见鲁迅，并将秘密在鲁迅家中居住的瞿秋白夫妇接出转移:143。1933年1月13日，中共临时中央在上海无法立足，遂决定接受共产国际的指示，中央机关由上海迁到苏区。1933年1月底，临时中央领导人张闻天、博古、陈云及杨尚昆等到达瑞金。1933年1月30日，博古主持召开“中央会议”，临时中央政治局委员和苏区中央局出席。博古在会上传达共产国际的意见：为了工作方便，原上海和苏区的政治局委员合起来，会议选出博古为中央总负责人；张闻天为常委兼宣传部长、中央党报委员会书记；任弼时为组织部长兼党校校长；陈云为常委兼全总苏区执行局党团书记；刘少奇为全总苏区执行局委员长。1933年7月，中共中央局成立组织局（相当于书记处），负责协调中央各部工作，处理日常事务。成员有：张闻天、陈云、王稼祥、李维汉等，主任李维汉，实际由中央局常委张闻天主持，开会、议事、作结论。1933年8月8日，中央局决定成立中央常务委员会及中央苏区各省县监察委员会，以处理党员违纪问题。常务委员会书记董必武，成员有康生、陈云、何叔衡等。期间负责纠正中央苏区的一些经济政策与执行:148-149。1934年1月15日—18日中共六届五中全会在瑞金召开，29岁的陈云被选为中共中央政治局委员、中央书记处（同时是政治局常委会）在中央苏区的四名书记之一，中共中央国统区工作部部长:7，并被选为中华苏维埃共和国第二届中央执行委员会委员、主席团成员:158-159。
1934年10月，陈云以红五军团中央代表身份参加长征，军团长为董振堂，政治委员为李卓然，参谋长为刘伯承:165-166；期间参加过湘江战役:168-169。同年12月，军委第一、第二纵队合并后军委纵队，陈云担任纵队政治委员，与刘伯承、叶剑英搭档:171。1935年1月，军委纵队攻占贵州遵义，陈云任警备司令部政治委员:172；期间出席遵义会议；会议后兼任中共中央组织部部长:174，此后组织部队参与四渡赤水:176-178。5月上旬，红军渡金沙江时，陈云任渡河司令部政治委员，负责在南岸指挥部队上船:180；促使三万红军在十天内渡过金沙江，使得中央红军摆脱了国军十余万部队的追截:8。6月中旬，他奉命从四川省天全县灵关殿秘密离开，由当地中共组织派灵关小学教员席懋昭（席哲明）护送，经天全县、荥经、雅安、成都到达重庆:186:9-10，在刘伯承弟弟家中住了十几天。只身乘民生公司轮船去上海，经章乃器帮助住在朋友家中:187。此事後來被稱為陳雲出川。
然而，中共驻共产国际代表团鉴于上海地下组织遭受严重破坏，陈云、潘汉年在上海难以立足，指示他们同赴苏联:188:10。1935年9月初，同陈潭秋、曾山、杨之华、何实嗣等人乘坐苏联货轮赴海参崴，9月下辖抵达莫斯科:190，列席少共国际第六次代表大会。大会闭幕后同中共驻共产国际代表团负责人王明、滕代远一起受到斯大林等联共领导人接见。10月2日开始以史平的化名参加中共驻共产国际代表团的会议。10月22日参加共产国际执行委员会书记处会议，在这次会议上陈云作的题为《共产国际执行委员会书记处会议（1935年10月22日史平同志的报告）》一文（即关于红军长征和遵义会议情况的报告，以下简称《报告》），向书记处系统地、实事求是地讲述了中国共产党、中共中央红军主力战略大转移和遵义会议的情况。参加会议的国际执委会书记处书记曼努伊尔斯基说：“这是极其珍贵和十分重要的材料，多年来我们还不曾有过外国党的这类材料。我认为，迄今为止在我们对中国的态度上有过许多的热情和下意识的爱，但我要让你们相信，我们看到了一个确实在中国成长为一支巨大力量的生气勃勃的党。”该报告经人整理编辑成《英勇的西征》一文，于1936年春发表在共产国际主办的《共产国际》杂志（中文版）第一、二期合刊上，成为后人研究长征和遵义会议历史的珍贵史料。这期合刊上共产国际执委会发表了《中国人民的领袖毛泽东》一文，概述了毛泽东从中国共产党一大以来的革命历程，在谈到红军长征时说：“中国红军主力，在毛泽东和朱德的领导之下，打破了敌人的四面包围而退出了江西”，称赞毛泽东“有铁的意志，布尔什维克的决心，英勇无畏的精神，革命名将和政治领袖的无限天才——这就是中国人民首领毛泽东同志的特长。”高度肯定了以毛泽东为中心的中共中央。
1935年10月9日，陈云同陈潭秋、腾代远等出席共产国际七大和青年共产国际六大的11名中共代表，一起进入莫斯科列宁学校学习并组成特别班，学习政治经济学和英文:191。这是陈云参加革命以来获得的第一次进入学校学习的机会。陈云在特别班学习期间主要学习马恩列斯原著、马克思主义哲学、政治经济学、西方革命史、中国革命和中共党史等内容。为了使学习更加深入，学校还请经济学家西嘎尔与陈云等中共代表住在一起，这样陈云和其他学员们便可以随时随地向他请教问题，得到更深一步的辅导。陈云后来在谈到苏联的学习生活时说：“一九三五年我到苏联，看不懂英文报纸，要人家翻译成中文。后来我旁边住了一位大学生，我就跟他学英文，用了几个月的功夫，马马虎虎能看懂报上的一点消息了。”1936年3月，陈云在莫斯科东方大学八分校（专门培养中国东北抗联干部，在校学员有二三百人）兼任“党的建设和工会建设的代理副教授，每年授课一百课时。”:194。在此期间，陈云以被红军俘的国民党军医“廉臣”的自述，写出约3万字的《随军西行见闻录》，1936年秋连载于中国共产党在巴黎主办的《全民月刊》，向国统区和海外宣传长征:44。由于陈云刻苦学习、成绩优异，1936年5月8日陈云获莫斯科列宁学校“突击手”称号。1936年3月撰写《论全中国学生的救国运动》，刊登于《全民月刊》第一卷第四期。6月以史平之名同王明、康生等在《救国时报》第三十七期上发表文章，纪念瞿秋白牺牲一周年。《革命运动的发展与奸细的活动》、《是真话还是谎话》、为悼念鲁迅逝世撰写的《一个深晚》、关于抗日统一战线的《“诚意”和基本准备》等文章多次发表于《救国时报》。
1936年10月，中共中央执行宁夏战役计划，组建西路军，试图打通通往苏联的国际通道:199-200。然而，西路军在与马家军的交战中因援助不力，几乎全军覆灭:16-17；残余部队在李卓然、李先念的率领下西出祁连山，抵达新疆星星峡:202-203。1936年10月，“中共驻共产国际代表团决定组织一既代表共产国际又代表中共中央的代表团，派回国迎接执行夺取宁夏战役的计划、担负打通国际路线的红军部队”。代表团由陈云任团长，滕代远任副团长，成员还有段子俊（负责电台）、李春田（负责译电），冯铉（负责翻译）。12月8日，陈云率代表团离开莫斯科乘火车前往阿拉木图，12月中旬，代表团由阿拉木图抵达靠近新疆的霍尔果斯，“在霍尔果斯看到了苏联当局准备供给西路军的坦克、大炮和其他弹药武器，但当时正值西安事变爆发，苏共中央认为有日本方面的背景，故改变原来的充允。中共驻共产国际代表团电示陈云等停在边境，等候指示”。“大约1937年4月下旬才奉共产国际命令去新疆。”任中共中央驻新疆代表，说服盛世才带领部队，援接李先念等率领的西路军余部:205，并带领部队进入迪化休整:206-207。1937年10月，建立八路军驻新疆办事处。 1937年11月，陈云返回延安:213。

### 抗日战争期间

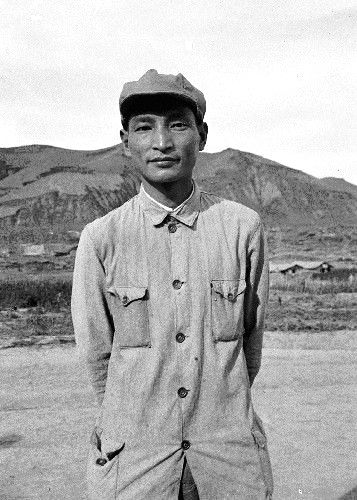
抗日战争期间，陈云在延安

1937年11月29日，陈云与王明、康生等人返抵延安:69，并出席中共中央政治局会议，被增补为中央书记处书记，并任中共中央组织部部长:14，负责组织管理中共党员党籍、入党、筹建学校及培养干部:23-25:209-210。尽管拥有大量权力去组建政党团队和后备力量，但他却没有利用它去建造自己的帝国:17。1938年3月，同于若木结婚:219，婚后经常将一些孤烈士遗孤带到家中吃饭辅导:220。4月30日，任中共中央青年工作委员会书记:222。9月，陈云在抗日军政大学作《论干部政策》的讲演，系统性阐述陈云对组织工作的见解:79。11月20日，日军轰炸延安时，陈云被埋在窑洞里，但因发现及时得以脱险:125。12月，短期兼任中央党校校长一职:233:19。

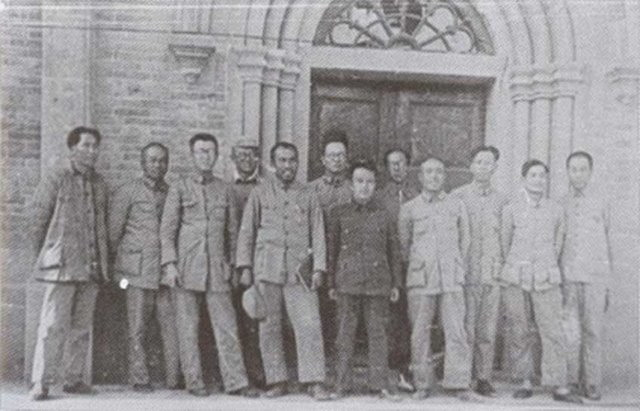
1938年秋，中共六屆六中全會主席团成员合影，左起毛澤東、彭德懷、王稼祥、張聞天、朱德、博古、王明、康生、項英、劉少奇、陳雲、周恩來

1940年10月，中共中央成立中央救济委员会，负责救济被捕同志。救济委员会内部工作由陈云负责，外部工作由董必武负责:291。1941年，主管南方工作委员会；之后数年中，陈云作为中共中央书记处书记参与到中共中央的政治决策领域中，指挥指导中共在国统区的活动与安排:19。1942年5月，他担任中共中央总学习委员会委员，参加整风运动，增强党组织对军队的领导力:349-350。1943年3月，因操劳过度，毛泽东安排其居住在枣园休养一年:376。中央组织部的职权被刘少奇任书记的中央组织委员会代替。陈云在主管中组部的七年中，中共党员从3万上升至121万:89-124，培养并向全国输送了大批干部:29-30。然而他执意反对康生在湖西事件、“拯救运动”中夸大右派、肃托及打压迫害干部行为:113-118；反对江青转入鲁迅艺术学校:16；以及在毛泽东与江青结婚的问题上，他也表达了反对意见:87；这些事情却给他在文化大革命期间被打击迫害，埋下了伏笔:159-160。
1944年3月5日,彭真任中共中央组织部代理部长:26。1944年3月6日，病愈复出的陈云任中共中央西北局委员、西北财经办事处副主任兼政治部主任，主持陕甘宁边区的财经工作:381:186（西北财经办事处主任由贺龙兼任）。这是陈云在以前的工运工作、干部组织工作之后，首次担任重要经济管理职务，结果证明是党内很稀有的财经专家，而且还不是一般的专家，简直堪称经济天才。因为大量工作涉及到关于生产、货币、黑市、预算、汇率和交易，他在这个阶段中积累了大量的金融和财经经验:382-395；也成为他政治生涯中，领导中共财经工作的开端:193。
1945年6月，他出席中国共产党第七次全国代表大会，当选为中央政治局委员:418；同年8月23日，中共中央政治局决定，在毛泽东、周恩来赴重庆谈判期间，刘少奇代理中共中央主席的工作，并增选陈云、彭真为中央书记处候补书记:424。

### 第二次国共内战期间

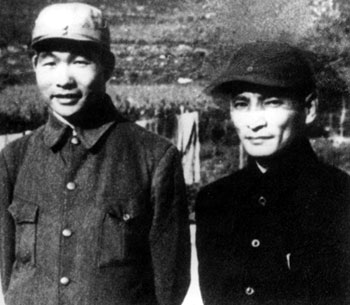
1947年，陈云和萧劲光在临江。

1945年9月，因为日本投降，苏联计划撤退出中国东北，国共双方均筹划进占东北。9月14日，中共中央政治局会议召开紧急会议，决定成立中共东北中央局。陈云任东北局5名委员之一，立即赶赴东北开展工作，力争在东北建立根据地:425。为方便与苏联红军交涉，中共中央军委临时授予陈云中将军衔:125。
1945年9月15日，陈云与彭真、叶季壮、伍修权、段子俊和莫春和等乘坐苏联飞机飞往沈阳，飞机在山海关机场降落加油时意外冲出跑道栽进麦田，飞机上其他人都受到不同程度伤害，唯独陈云没有受伤:122。随后陈云等人改乘火车，于9月18日抵达沈阳，开始着手与国民政府争夺东北:125，并与东北抗日联军领导人接洽筹备工作:426。从九月至十一月，陈云在沈阳、哈尔滨、松江省的宾县进行了周密的调查研究。
1945年11月16日，陈云赴长春筹建并担任中共中央北满分局书记，建立中共在吉林省的领导:429。11月下旬，主持北满分局的主要成员高岗、张闻天等人在哈尔滨开会三天，针对干部中的混乱思想与东北局的领导状况，1945年11月30日与高岗、张闻天联名向东北局、中共中央发出关于党在东北的战略方针的建议电报《对满洲工作的几点意见》，要点是：
- 我党我军独占三大城市沈阳、长春、哈尔滨及长春铁路干线以独占东北的可能性现在是没有的。
- 当前在满洲工作的基本方针应该不是把我们的全部注意力集中于这三大城市，而是集中必要的武装力量在锦州、沈阳前线给国民党部队以可能的打击，争取时间，同时将其他武装力量及干部有计划地、主动地和迅速地分散到北满、东满、西满，包括广大乡村、中小城市及铁路支线的战略地区，以扫荡反动武装和土匪，肃清汉奸力量，放手发动群众，扩大部队，改造政权，以建立三大城市外围及长春铁路干线两旁的广大的巩固根据地。
- 要达到这一目的，必须防止干部中以为不经过严重斗争就可以取得全满洲的想法。必须严重注意干部中由于进入城市而生长起来的享乐、腐化倾向，同时应该预先防止干部中可能发生的思想上和行动上的混乱。
- “由于北满是处于南满的后方，因此，我们认为，北满工作的中心，应该放在广大的乡村、中小城市，及铁路支线的几个根据地的建立。如以珠河、牡丹江为中心，以佳木斯、依兰为中心，以绥化、北安为中心，以洮南、三肇为中心，以讷河、龙江为中心，建立若干根据地。我们的兵力、干部、资材，必须主动地向那些地区转移，以造成我们前进和后退的阵地”

中央迅速复电表示完全同意。:126。毛泽东参考陈云、李富春、黄克诚、林彪等人意见，替中央拟定并于1945年12月28日发出了关于《建立巩固的东北根据地》的指示，即中共中央“十二月指示”。明确指出：我党现时在东北的任务，是建立根据地，是在东满、北满、西满建立巩固的军事政治的根据地。”“建立这种根据地的地区，现在应当确定不是在国民党已占或将占的大城市和交通干线”。“也不是在国民党占领的大城市和交通干线的附近地区内”。“我党在东北的工作重心是群众工作”。“干部中一切不经过自己艰苦奋斗，流血流汗，而依靠意外便利，侥幸取胜的心理，必须扫除干净”。
1945年11月底兼任东北人民自治军北满军区政治委员，创建北满根据地，组织进剿当地武装:435。1945年11月23日中共党政军团各机构单位撤出哈尔滨，分局进驻宾县后，为了落实党中央“十二月指示”，具体制订了建设北满根据地的方针政策，以统一干部思想、做好战争准备，陈云到宾县、通河、方正、木兰等县做调查研究工作，东北民主联军派出了关内老八路部队：刘转连的359旅、杨国夫刘其人的渤海七师、田松的海军支队等开辟、巩固北满根据地。1945年底北满已查明有光复军、挺进军、地下先遣军番号的政治土匪有13万人之多，而北满军区部队只有2万人。土匪控制了北满2/3的县城，采取“先（当）八路，后（当）中央”的策略，混入东北人民自卫军，一遇时机便发动武装叛变。在建立北满根据地过程中，各地新部队先后叛变人数多达3.3万人，被杀害的老干部有150多人。北满分局采取“建军、剿匪与发动群众”三位一体，从1945年10月至1946年4月，北满五省的各级政权（民主参议会和人民代表会、民主政府）、省级军区和各级武装力量相继建立，部队迅速发展到10万多人。与此同时，各地相继开展了反奸清算，在清算斗争的基础上，结合春耕生产，开展了减租减息运动，各省民主政府先后公布了减租法令和办法。到1946年6月，北满地区的敌伪土地基本分配完毕。1946年4月20日，陈云为北满分局起草了一份给东北局并转中央的报告《北满根据地建设的进展状况》，说北满五省中除龙江省漠河等五个县，合江省同江、宝清二县尚被敌占领，正进剿外，所有县城都在我手。“北满六十五个县，我已占的五十八个县中，农民已经发动者十六个县，其余仅在开始。农民斗争目前是清算运动，同时分配开拓地、满拓地、汉奸地、减租增资”。“我们的政策是发动经济斗争后，迅速武装农民，搜缴地主土匪武装以加强之”。“武装农民，应成为农民已经起来的标准”。“到二月底止，北满军队和地方的新党员只有一千人左右，军队占十分之六，我们吸收党员取谨慎政策。……估计三月以后的发展将迅速一些”。“二月至三月中旬，我军主力到达，北满全面展开剿匪战争，克复了二十二个县城。”
1946年4月，陈云任东北民主联军北满军区哈尔滨前线野战司令部政治委员。1946年4月28日，经战斗后进驻哈尔滨:455。5月，因第二次四平战役中东北民主联军失利，共军退出吉林市、长春市，东北局5月21日退居哈尔滨。中央再次重申了1945年12月中央关于《建立巩固的东北根据地》的指示，电告东北局要“作长期打算，为在中小城市及广大乡村建立根据地而斗争”。1946年5月下旬，北满分局在哈尔滨召开了省委书记联席会议，决定立即组织工作队下乡发动群众，落实“五四”指示，实行土地改革。
1946年6月12日，中央又发出关于东北局干部分工问题给东北局的指示，改组了东北局的领导机构，将北满分局与东北局合并。6月16日，林彪任东北局书记、民主联军总司令兼政委，彭真、罗荣桓、高岗、陈云为东北局副书记、民主联军副政委。，分管财政经济和后勤工作:463-465。为在全东北普遍落实中央关于建立东北根据地的指示，解决干部中的思想问题，统一东北党内的认识，根据中共中央指示，东北局于1946年7月3日至11日召开扩大会议，会前东北局委托陈云同志起草会议决议。因当时存在着不同的看法和意见，陈云亲自与东、西、南、北满的领导同志谈话，倾听对形势任务和建设根据地问题的看法，亲笔写出了文件的草稿，并征求有关同志的意见，作了修改。会议通过这一决议后，陈云又根据讨论提出的意见进行了修改。上报中央后，经毛泽东亲自修改，党中央于7月11日批准了《关于形势与任务的决议》（简称“七七决议”）：
- 东北当前任务是“克服和战问题上的混乱思想，准备以长期艰苦斗争取得和平。……全党必须下最大决心，努力准备一切条件，粉碎蒋军进攻，以战争的胜利去取得和平，一切游移不定及侥幸取得和平的想法，都应扫除干净”。
- “坚持中央关于建立巩固的东北根据地的正确方针。……必须规定，无论目前或今后一个时期内，创造根据地是我们工作的第一位。……必须认识，创造根据地的主要内容是发动农民群众。……随着群众运动的发展，必须吸收在斗争中的积极分子加入我党，并在农村中建立党的堡垒——支部。”
- 要求“造成干部下乡的热潮，克服干部中的错误思想。”“强调共产党员为人民服务的责任，号召他们走出城市，丢掉汽车，脱下皮鞋，换上农民衣服，不分文武，不分男女，不分资格，一切可能下乡的干部要统统到农村中去，并确定以能否深入农民群众为考察共产党员品格的尺度。”“力求在半年之内把群众发动起来”。
- “东北是处在长期艰苦斗争的环境中，但东北斗争的前途是光明的。我们在东北已占先机之利”

东北局扩大会议后，从3个方面迅速采取了重大措施。
- （一）东北局与各省市委的主要领导同志亲自传达了“七七决议”。陈云迅速前往齐齐哈尔，于1946年7月13日在中共西满分局会议上作了题为《发动农民是建立东北根据地的关键》的传达报告，强调“总方针是发动群众，改变敌我力量对比”，“有了群众，一切好办，可以有军队，清除土匪，经费供给也有来源，没有群众，一定失败，死无葬身之地”。
- （二）动员了1.2万干部下乡，到农村中去发动群众，实行土地改革、剿匪、建党建政、动员参军、推动生产等等。陈云在西满分局会议上说：“军队每个团都要抽三分之一指战员下乡。要当参谋，参群众之谋。城市、机关、学校工作都可放松一点，受些损失都可以。乡村工作的比重应占全部工作的百分之八十。”他明确指出；“能否发动农民是东北斗争成败的关键”。
- （三）动用主力部队、地方武装和工作队，进一步开展了剿匪、搜山斗争，大大小小的“座山雕”，散匪与地主武装很快被歼灭了。

1946年10月中旬，蒋介石亲临沈阳，制定了“南攻北守，先南后北”的方针，派遣郑洞国率领十万部队进攻南满共区，共军被迫从安东、通化等城市撤退。至11月下旬，中共南满根据地仅剩下临江县、长白县、抚松县、靖宇县、辑安县五座小县23万人口，三、四万部队，形势十分危机:471。东北局经中央批准，派遣陈云、萧劲光，1946年10月27日从哈尔滨出发，经牡丹江、图们绕道北朝鲜至临江县，改组成立辽东分局坚持斗争。陈云兼任分局书记和辽东军区政治委员，萧劲光任分局副书记、辽东军区司令员，萧华任分局副书记、辽东军区副司令员兼副政委:472。12月，在七道江会议上已经做出撤出南满翻越长白山退到延边的决议。12月13日晚陈云乘火车头从临江赶到七道江，与参会人员分别交流，12月14日晚在会议上发言:476，形象地说：东北的敌人好比是一头牛，牛头牛身子是向北满去的，在南满留了一条牛尾巴。如果我们松开这条牛尾巴那就不得了，这头牛就要横冲直撞，南满保不住，北满也危险；如果我们抓住了牛尾巴，那就了不得，敌人会进退两难；因此，抓住牛尾巴是个关键。陈云全面分析了形势，对‘留下’和‘撤走’的利害得失，算了细账，经过反复比较，说明留下坚持的重要意义和可能性。最后，他加重语气说：我是来拍板的，拍板坚持南满……南满一定要坚持，三、四纵队全部留下，一个人都不走，坚持就是胜利。七道江会议的意义在于统一了大多数同志的思想，确定了坚持南满斗争的基本方针，并决定了正确的战略指导思想和作战方针，为挽救南满的危局迈出了第一步。而此时，由杜聿明率领的国军进攻北满共军根据地，陈云同萧劲光指挥辽东军区部队，采用迂回渗入的敌后游击作战策略，与国军在辽东的临江地区焦灼，即东北临江战役:477。同时林彪指挥北满部队三次南越松花江，牵制国军力量:478；战役持续到1947年4月，以国军在通化西北红石拉子地区主力覆灭为结束，史称“三下江南，四保临江”，此战役的结束标志着国共双方在东北战场上，攻守局面彻底改变:492。

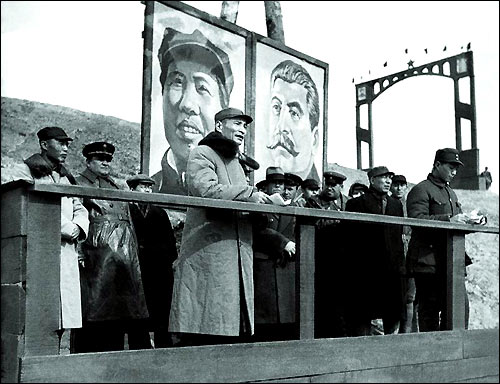
1948年9月，陈云在陶赖昭松花江大桥通车典礼上讲话

1947年5月，东北民主联军发动夏季战役，使得满洲各根据地连成一片，并将国军限制到大城市及铁路沿线:495-496，陈云兼任东北行政委员会书记:497，同年七月，他领导辽东地区进行土地改革:499-500。1948年4月，东北局决定撤销辽东分局，将辽宁、安东、辽南三个省委及旅大地委改归东北局直属，陈云回到哈尔滨。经过三个月短期调养后，他担任东北局常委、副书记，同时兼任新成立的东北财政经济委员会主任，主持东北解放区财政经济工作:510-511。8月，全国第六次劳动大会在哈尔滨举行，恢复中华全国总工会，1948年10月，陈云在中华全国总工会第六届执行委员会第一次全体会议上当选为中华全国总工会主席。:520。8月17日，中国人民解放军东北野战军和东北军区成立，陈云兼任东北军区副政治委员，仍然主管东北经济:521。10月27日，东北局决定由陈云、伍修权、陶铸、张学思、王首道、陈郁、朱其文、刘居英（任交通处处长）、朱理治、张维桢、陈龙等11人组成沈阳市军管会:537-539，伍修权为副主任兼沈阳卫戍司令员，陶铸为副主任、市委书记兼沈阳卫戍司令部政委，朱其文为市长；同时，决定抽调新老干部4000人，由陈云率领乘专列火车前往沈阳。列车于10月29日从哈尔滨出发，途经吉林市、梅河口，绕道四平市到达开原。入城后不到一个月，写了《关于接管沈阳经验简报》，解决了接管大城市工作中的两大难点，即怎样做到接收完整和怎样迅速恢复秩序，电告东北局并转报中央：
- （1）入城后首先要恢复电力生产与供应。
- （2）要迅速解决市场及金融物价问题。
- （3）对警察必须收缴枪支，让其徒手服务。
- （4）迅速出版报纸，稳定人心，宣传党和政府的政策。
- （5）工资问题需要妥善解决。
- 接管沈阳有一条重要教训，即入城后不应立即将所有监狱犯人释放。正确的作法应该是将政治犯迅速释放，老盗窃犯、土匪等应继续拘留，分别处理，这样社会治安会更好（沈阳当时有1/3到1/2的盗窃案是入城后释放出狱的犯人所为）。

还根据沈阳经验，在简报中建议中央和各战略区野战军，准备专门接收大城市的班子，待工作告一段落后，移交给市委、市政府等机关。这样，接收班子可积累经验，其中骨干可暂成专职，依此接收各大城市。中央认为这个报告很好，作为成功的经验转发给了各中央局和各野战军前委。
1948年12月，因高岗赴中央参加会议，陈云短暂代理中共中央东北局活动:542。1949年1月5日，陈云出席了沈阳工人代表大会并《在沈阳工人代表大会上的讲话》在1949年2月26日《人民日报》发表，此时陈云已当选为全国总工会主席，1949年2月，他参加了西柏坡会议:554，之后返回东北，这段时间中，东北财政经济委员会保持与苏联、朝鲜、香港的贸易联络，并积极与华北、华南的中共组织合作提供援助和支持:554-560。
1949年3月14日，周恩来起草的《中央关于财政经济工作及后方勤务工作若干问题的决定》中提出，中央应即成立财政经济委员会，首先与华北财政经济委员会合并，并加入东北、华东、西北、华中各区财政经济工作负责人为委员，依靠华北政府各部及其直辖的各省市，进行业务。并决定由陈云任中央财经委员会主任，主持全国财经工作:558。5月9日，陈云抵达北平参加筹组中央财政经济委员会的工作:564；7月正式成立，由中共中央财政经济部与华北财经委员会合并成立:569。
上海战役结束后，因上海面临煤炭粮食短缺、金融物价波动，加上十五万国军投诚，上海经济面临崩溃。为此，中财委召集的华东、华北、华中、东北、西北五大区财经领导干部会议在上海开幕（即上海财经会议），陈云主持会议，着手重点解决上海经济:570。当时尽管解放军占领上海，人民币仍然无法在上海金融市场上立足。为贯彻中央政府推行人民币为法定货币的指令，陈云发动了著名的“银元之战”，即最初采用抛售银元、禁止银元流通等方式打击投机，但效果甚微。银元对人民币的价格仍然高增不止，为此华东局查封上海证券交易所，通过经济及政治兼顾的方式稳定上海金融市场。之后上海商人恶意囤积粮食、棉花和煤炭，为此陈云主持了“米棉之战”，转移华东地区的储备，才彻底稳定了上海市的物价:571。9月，他出席中国人民政治协商会议第一届全体会议，被选为中央人民政府委员、全国政协委员。

### 中华人民共和国成立初期

1954年，朱德、毛泽东、陈云、周恩来在中南海紫光阁

1949年10月1日，陈云出席中华人民共和国开国大典:1。10月19日，在中央人民政府委员会第三次会议上，被任命为政务院副总理兼财政经济委员会主任、重工业部部长:3-4。11月，主持政务院财经委员会会议，研究稳定市场物价，并支援朝鲜战争、以及重大城市的供给:4-5。1950年2月，主持全国财政会议，研究克服财政经济困难的政策和措施:29-34，次月政务院通过其起草的《关于统一财政经济工作的决定》:35-36；到四五月间，中国大陆财政经济工作统一，财政收支接近平衡，金融物价趋于稳定:49。5月8日至26日，陈云主持北京、上海等七大城市为主的工商局长会议，研究商品滞销问题。会后开始调整工商业，调整国营与私营企业关系:52-53。6月4日，因任弼时病重，中共中央书记处决定，陈云参加中共中央书记处工作，并与毛泽东、刘少奇、朱德、周恩来组成中共七届三中全会主席团:56。同年10月，任弼时逝世后，陈云正式担任中共中央书记处书记:69。1950年11月15日至27日，陈云主持第二次全国财政会议，因朝鲜战争爆发，财经工作重心从稳定市场调整为国防，并提高农业经济的主导地位:71-72。
1951年5月，陈云参加主持西藏和平谈判，之后着手进行西北油田、淮河治理:104-106。1952年8月至9月，随同周恩来等出访苏联，就苏联援助中国建设工程、生产橡胶、中蒙铁路、旅顺口海军基地等问题与苏联协商:147-149。然而因为多年积劳成病，1953年2月8日的政治局会议后，陈云被送往医院:164；之后被安排疗养，期间中财委由副主任薄一波领导:168。同年6月，全国经济会议上，高岗因私人免征批发税而与薄一波产生分歧，高岗借此攻击刘少奇和周恩来出现路线问题:170。7月23日，邓小平和陈云被调回北京参加会议，会议中陈云站在了刘少奇、薄一波一边；随后邓小平代替薄一波职位，与陈云搭档在中财委工作:171。12月，高岗开始积极私下与陈云、邓小平、林彪联系，试图说服几人排挤刘少奇、周恩来:192。1954年2月，中共七届四中全会通过《关于增强党的团结的决议》，开始反对高岗、饶漱石，陈云并以张国焘映射暗示:196。陈云还奉毛泽东指示，劝告在杭州的林彪不要支持高岗:192。之后高岗自杀、饶漱石被捕，史称“高岗饶漱石事件”:169。
1954年4月，陈云担任中共中央编制第一个五年计划纲要草案工作小组组长，主持制定中国第一个五年计划:207。同年9月29日，第一届全国人民代表大会第一次会议结束，陈云担任国务院副总理:221；随后他着手对粮食实行计划收购与计划供应，即统购统销:222；他开始着手对公私合营等经济模式进行社会主义改造，确定了中国以公有制为主体的经济模式:273-280。1955年下半年，由于各地对经济走势持过于乐观态度，加快了农业合作化运动和公私合营的进度，并设置过于理想的冒进目标，导致经济出现混乱和紧张局面:311。1956年初，周恩来、陈云等人努力并最终成功遏制冒进势头，确保经济平稳上升并回归理性:337、348。9月在中共八届一中全会上，陈云当选为中共中央政治局常委、中共中央副主席，党内排名第五，成为第一代中央领导集体的核心成员之一:332。1957年1月10日，陈云还兼任中共中央经济工作五人小组组长（成员有李富春、薄一波、李先念、黄克诚），统一领导全国的经济:361。

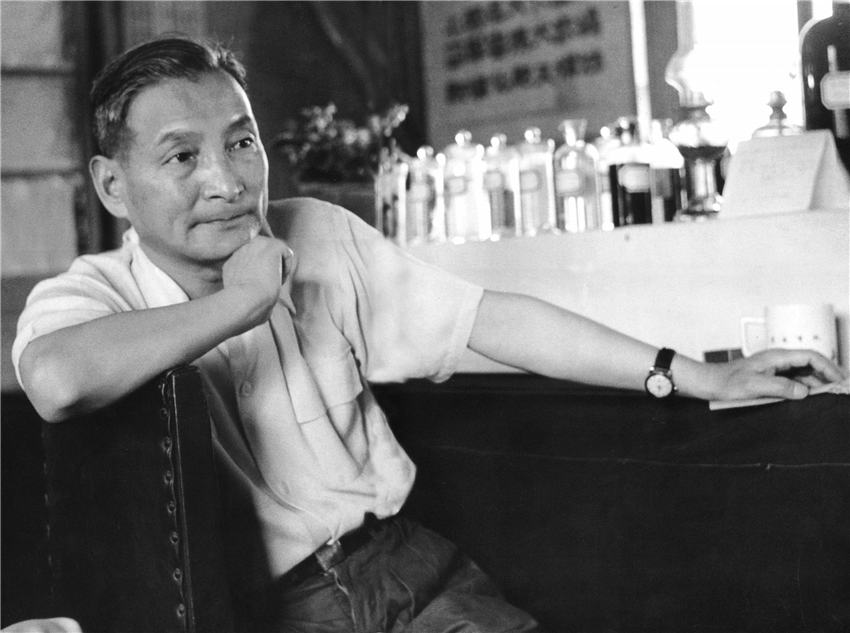
1958年6月8日，陈云在北京听取关于石油工业发展情况的汇报

然而反冒进的行动招致了毛泽东等人的反感:399，恰逢陈云深感身体不适，请求休养，并趁机到各地考察上海、苏州、重庆工厂进程:405-408。1958年1月的南宁会议上，中共中央主席毛泽东批评了周恩来与陈云的“反冒进”:183，称道：“就只有陈云懂经济，我就不能领导经济？”陈云因病未出席此次会议:408；2月18日，毛泽东召开中央政治局扩大会议，称周恩来、陈云等与右派相距只有50米，周恩来和陈云被迫做检查:185。之后毛泽东开始大力宣传激进式发展，展开大跃进:409，最终造成了三年的国民经济危机；陈云被迫在多次会议中承认错误:410-412。1958年10月，他兼任任国家基本建设委员会主任，并对东北三省和南方九省市经济管理体制进行改革和改进:433。1959年3月，陈云因心脏病离京赴桂林、杭州休养，休养期间仍然到东北、华东、江浙等地考察农业、钢铁、矿产等问题:7-8。当国民经济遭到严重困难时，毛泽东再次重用陈云，委托他调整关系经济全局的过高的钢铁生产指标（大炼钢铁问题）:8-13。因为身体不适，他请求休养，从而绕开了之后的八届八中会议（庐山会议）:23-24，也规避了后续的反右倾运动，而得以在上海、苏州去研究评弹:31-33，并向马寅初赞许其计划生育的主张:30-31。1961年，他并同刘少奇、周恩来、邓小平，动员城镇两千万人下乡、通过几种高价商品回笼货币等措施，恢复国民经济:59-62。
1962年1月，鉴于中国基层对于大跃进的严重不满与困惑，中共中央召开扩大的中央会议（史称“七千人大会”），会议最后形成了对大跃进的广泛批评:206-207；然而作为资深经济领域专家的陈云却婉言谢绝毛泽东的邀请，在大会中缄默不语:105-106。同年2月下旬，北京中南海西楼举行中共中央政治局常委扩大会议（西楼会议），陈云作《目前财政经济的情况和克服困难的若干办法》报告，指出增加农业生产，解决吃穿问题，保证市场供应，制止通货膨胀，在目前是第一位的问题:110-113。3月7日，在中共中央财经小组会议上讲话，着重谈国民经济计划中的综合平衡:113-115，并向毛泽东建议在农村实行包产到户:118。8月，毛泽东在北戴河主持召开中央工作会议，称党内存在“黑暗风”、“单干风”、“翻案风”:224，间接批判陈云。9月，毛泽东在八届十中全会上，批判了“单干风”、“翻案风”:225，并称陈云为“老右倾”:228。此后，陈云因心脏病、心绞痛，此后的数年中，他仍然在南方各地进行疗养:121，实际上靠边:228。

### 文化大革命期间

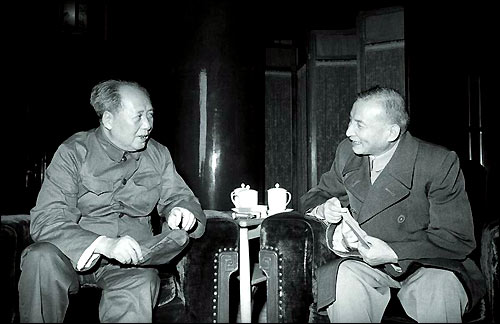
1966年8月18日，毛泽东和陈云在天安门城楼上交谈。

1966年8月，毛泽东在中共八届十一中全会中将矛头指向国家主席刘少奇，并随之发动文化大革命:139。尽管陈云在公开场合表达了和毛泽东一致的立场；同月13日，康生仍然率先发难陈云，称其“思想也是长期与主席（毛泽东）对立的。”:140不到半年中，刘少奇、邓小平、陶铸接连被打倒；1967年1月，在陈伯达的煽动下，1月19日、21日，陈云家两次被红卫兵抄家:143-144；周恩来私下保护他到中央联络部十八所休息。对于被抄家，陈云却泰然表示“没有关系，让他们抄吧，反正没有多少东西了。”:144。而此时反抗他的红卫兵力量愈发强大，“彻底批判陈云联络站”在北京师范大学校园内展开誓师大会:145。自感被排挤的陈云在年底给儿子陈元表示，将把后面的时间用于集中阅读，以准备后面的五年计划:145。
1968年10月，中共八届十二中全会上，谢富治借机攻击陈云的经济政策，陈云被迫做出检讨:148。1969年4月的中国共产党第九次全国代表大会后，他离开了中共中央政治局，只保留了中央委员的名义:150。同年10月20日，他被下放到江西南昌青云谱江西化工石油机械厂:153，妻子于若木和孩子们都被分散安排到各地:154。1970年6月，于若木在五七干校张贴揭发江青铺张浪费的大字报，被开除党籍、隔离审查:158。
1971年10月，林彪的死訊傳到江西，撰写了《我对林彪的揭发》，陈云说道：“林彪比我小两岁”、“主席很快就会让我回北京了”:249；同年4月24日，他由南昌返回北京:169；5月，九届二中全会上，撰写《对于叛党、叛国、阴谋家、卖国贼林彪的揭发》。7月，陈云参加国务院业务组开始协助周恩来研究中国当时国际经济形势，并讨论当时对外贸易、熟悉新形势下的美国为首的西方政治经济体制:176-178。不久于若木也随单位迁回北京，夫妻再次能够团聚:172。1972年7月21日，陈云给毛泽东写信，要求分配力所能及的工作以及参加老同志学习班，并提出在春秋季节到外地做些调查研究工作。毛泽东阅信后批示同意。1973年10月3日，陳雲赶赴广州参加商品交易会:182，并指导外贸部熟悉国际市场交易:183-184。10月10日，为对外贸易部起草向国务院的报告，并建议中国改变单纯购买外汇，并兼顾筹建中国的黄金储备:188。1975年1月，他担任第四届全国人民代表大会常委会副委员长:195。1976年1月，参加毛远新主持的“批邓、反击右倾翻案风”的谈话，对邓小平进行揭发、批斗，此后周恩来、朱德、毛泽东在一年内相继去世；同年9月下旬，华国锋、叶剑英、李先念酝酿粉碎四人帮集团；叶剑英托王震找陈云商议对策。陈云起初考虑采用召开中央全会解决，但却感到没有把握，最终只能暗示叶帅采取非常手段:204。10月6日，华国锋、叶剑英、汪东兴发动怀仁堂事变，逮捕“四人帮”，文化大革命结束:204。10月18日，陈云致信李先念，在信中提出了对当前工作的六条意见和一些注意事项。之后李先念多次向华国锋建议，推动陈云复出参与中央领导工作。

### 改革开放时期

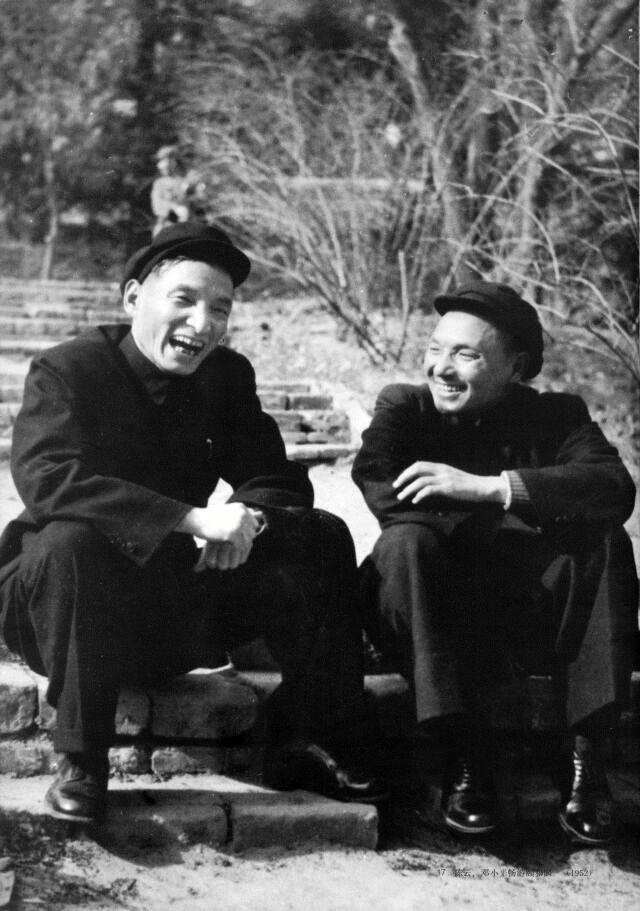
陈云和邓小平，1952年攝於颐和园

文化大革命结束后，陈云在1977年3月中央工作会议上，表示拥护邓小平复出工作的立场:262，7月，邓小平在叶剑英的支持下复出，开始拨乱反正，并提出毛泽东思想的精髓是——实事求是:207-208。。1978年7月31日，向李先念提出，国务院务虚会最好用几天时间，专门听听反对方意见，“出国考察的人回来吹风，下面也往上面吹风，要引进度多少亿，要加快速度。无非一个是借款要多，一个是提出别的国家八年、十年能上去，我们可不可以再快一点。”“有些同志不大好讲话。务虚会上很少有人提出反对意见。”11月12日，陈云在中央工作会议上发言，指部分批判四人帮揭发出来的问题要由中央作考虑或决定:267-268；指出应对六十一人叛徒集团案、彭德怀案、四五天安门事件平反:270，并对康生在文化大革命所犯的种种罪行予以批评调查:271。陈云的发言得到很大响应，大量出席者就陈云的意见提出反应，会议展开突破性进展。12月18日-22日，他出席中共十一届三中全会，被增补为中共中央政治局常委（排名第六）、中共中央副主席，再次进入中央领导核心，并且被选为中央纪委第一书记:230，分管中央纪律检查委员会和公安、检察、法院、民政等中央政法部门:232；他指出中纪委的基本任务，是“维护党规党法，整顿党风”:234。之后他积极参与从事审理文化大革命时期的冤假错案，并对受到迫害的人们进行追悼、平反:231，会上反对华国锋“两个凡是”理论。1979年2月，邓小平请求陈云协助分析中越边境冲突，在陈云的支持下，邓小平命令发动中越战争，战争在一个月后结束:236。同月，中纪委会同中央组织部对刘少奇案件进行复查，最终形成平反决定:207-208。
此外他仍然集中关注中国的经济走向。1979年3月，他就开始撰文提出计划经济和市场调节的关系，强调对资源的分配比例会影响国民经济的发展速度:238。1979年3月14日，成立国务院财政经济委员会，他担任主任，李先念任副主任。:288，在同年5月调查建设宝山钢铁，开始聚焦于国有企业的改革发展:245。7月1日，陈云、薄一波、姚依林被任命国务院副总理，不再担任全国人大常委会副委员长:249。同年10月，他被检查出患有结肠癌，于10月24日做结肠癌切除手术:254。同年底，在讨论对林彪、江青反革命集团案10名主犯的量刑时，陈云主张“党内斗争不能开杀戒”，徐向前元帅坚决反对把江青、张春桥处以死刑:381:303。最后在1981年，江青和张春桥皆被判处死缓，而不是死刑立即执行，而后江青和张春桥二人的刑期在1983年缓刑期满后被减为无期徒刑。
1980年6月后，他的身体状况逐渐恢复，回到工作中，期间积极促使中共中央政治局形成集体领导制:257、提倡“只生一个孩子是眼前第一位的工作”的计划生育政策、并组织培养年轻干部梯队:259。8月30日，与邓小平、李先念、徐向前、王震不再兼任国务院副总理职务:259。10月，根据陈云的指示精神，查明康生、谢富治直接参与了篡党夺权的阴谋活动，中央决定撤销他们的《悼词》，开除党籍，骨灰移出北京市八宝山革命公墓。11月，《陈云同志文稿选编》出版，在党内发行，收录陈云在1965年9月至1962年关于社会主义经济建设的文稿。
1981年，他主持中共中央纪律检查委员会复查潘汉年案，将调查的范围延长到文化大革命之前:269。同年3月，参与起草《关于建国以来党的若干历史问题的决议》，重新评价毛泽东在中国历史中的地位和作为:260-265。在审定反思过去错误的政治历史后，陈云组织考察处理干部新老接替的发展问题:276，筹建青年干部局:300:309-311。在6月27日-29日召开的中共十一届六中全会上，赞同华国锋辞去中国共产党中央委员会主席和中国共产党中央军事委员会主席职务，并作了重要发言，提出三点意见：
第一点，揪出“四人帮”，是华国锋对党的“一个很大的贡献”。那时，华国锋“是负主要责任的”。但是，揪出“四人帮”以后，我们党没有能够实现心情舒畅、生动活泼这样的局面，使人“大失所望”。
第二点，“华国锋同志当主席不适当”。“那一天我跟先念同志到国锋同志那里去的时候提出，国锋同志要有自知之明，在毕生的工作里头，加号是多少，减号是多少。加号指的正确的，减号指的错误的。我讲了一句，希望国锋同志珍惜已有贡献，就是说，不要随便丢掉已经有的这一点贡献。”
第三点，“我认为这件事不能再拖了。十二大谁作报告决定下来，哪个当主席哪个作报告。”
1981年，陈云提出“鸟笼经济”理论，强调经济发展必须是在计划指导下进行，反对冒进式的发展:309。1982年2月2日，要秘书转告中宣部：“现在期刊和广告上用女人和美人的像太多。我们国家应该是宣传英雄主义的，要特别严格地掌握这个问题。”6月，《陈云同志文稿选编》出版，在党政军民各系统的地区、师级以上干部及财经院校和研究单位副教授、副研究员以上人员范围内发行，收录陈云在1949年至1956年重要会议讲话的文稿。7月1日，提出改善知识分子生活条件和工作条件。7月30日，出席中共中央政治局扩大会议上首次提出“清理三种人”。9月12日，在中共十二届一中全会上，他继续当选为中共中央政治局常委（排名第六）、中央纪律检查委员会第一书记:305。9月23日，与时任中央党校校长王震谈话时又强调：对“三种人”要注意，中共中央中组部、中央党校、中央纪律检查委员会这三家是管干部的。只要这三个地方把好关，“三种人”“五种人”就上不来。
1983年3月，在听取关于当前经济形势的汇报后，提出了“十条意见”对中共中央总书记胡耀邦领导的中共中央书记处的工作提出批评，“1980年提出调整经济是对的”、“国家财政存在赤字是确实的”、“对中央各部门不要分‘信得过’和‘信不过的’，综合部门的话也要听”、“说‘一五计划’时期搞了一百五十六项是走了弯路，这种看法不是历史唯物，是唯心主义”、“我们现在的黄金储备，绝大部分是1973、1974年国际货币动荡时买来的”、“……书记处和国务院对财经工作……要有所分工，有所侧重，重点在中央财经领导小组”、“中央书记处对经济问题要研究，但方法要改进”。会议决定今后中央关于经济工作的决定一律由中央财经领导小组对外宣布和解释。
1984年2月15日，《陈云文选》（1926～1949年）由人民出版社出版，在全国新华书店发行。该书在中央文献编辑委员会指导下，由中央书记处研究室编辑、中央文献研究室参加审核。书中的各篇著作都经过陈云的校阅。当日，全国各主要新闻媒体均对此作了宣传报道。4月25日，陈云在听取中央书记处书记、国务委员谷牧关于沿海城市开放问题的汇报时说：“……对是否搞特区货币，我考虑比较多……而两种货币并存，人民币的‘腿’会越来越短，特区货币的‘腿’会越来越长。因为‘优币驱赶劣币’，这是货币的客观规律。”5月26日，陈云在中国银行工作人员一封反对发行特区货币的信上批示：“特区货币发行权必须在中央，决不能让特区货币与人民币在全国范围内同时流通。如果不是这样做，就会出现国民党时期法币发行之前的状况。”由于陈云明确表示“不同意发行特区货币”，深圳特區貨幣的计划因此遭到搁置。7月15日，《陈云文选》（1949～1956年）出版发行，当日，全国各主要新闻媒体均对此作了宣传报道。
1986年6月15日，《陈云文选》（1956～1985年）出版发行，当日，全国各主要新闻媒体均对此作了宣传报道。
1987年1月14日，出席了“民主生活会”之后的中共中央政治局扩大会议，会上对胡耀邦进行了严肃的同志式的批评，同意他辞去总书记的职务。陈云在会上讲话指出：
“……成立中央书记处的时候，党内的许多老同志……都是很拥护的。关于书记处的工作方法，我在一九八○年和一九八一年都讲过一些意见。后来我还建议书记处讨论决定重大问题时，事先要调查研究，要准备好方案，而且要准备两个方案，不要只准备一个方案。……调查研究的方法，我看不是一百多个部一个一个地都拿本子在书记处会上念一道，大家东插一句、西插一句，最后主持会议的讲一讲就通过了，调查研究的方法，也不是一个星期跑二十二个县，那样无非是坐汽车走一圈就是了。我们党内要强调一下，要有民主生活制度。常委多少时间开一次会，政治局多少时间开一次会，要立个规矩……经常开会讨论，经常交换意见，就不至于出大的问题。提拔干部要注意五湖四海……我们用干部，要五湖四海，平常不熟悉的干部也要用。就地取材是很重要的一条原则，五湖四海，再加一个德才兼备，这是我们提拔干部的大方针。……我希望政治局、书记处要注意这样一个问题。”
1987年11月，为了进一步推进新老交替，陈云在中共十三届一中全会后退出中央委员会，不再担任中共中央政治局常委和中央纪委第一书记等职务，随后陈云接替邓小平出任中国共产党中央顾问委员会主任:319；这一期间，他提出了“对比例失调的国民经济实行全面调整”，“社会主义经济不仅要有计划，而且要有市场调节”，“执政党的党风事有关党的生死存亡”，“大量提拔培养德才兼备的中青年干部是党中央的当务之急”等观点:296、305；海外媒体称其为治国八老之一，持续影响着中国经济和政治决策。
1987第12期的《书报简讯》刊登了美国人戴维·巴克曼(David M.Bachman)的著作《陈云与中国的政治体制》（Chen Yun and the Chinese political system），书中称陈云的主张是“1978年后改革和调整经济的重要基石”，“是五十和六十年代唯一持有正确方针的中国领导人（未参与反右、反对文革和大跃进）”，“被视为遵守民主集中制的模范”，他才是中国改革开放的鼻祖。

### 「六四事件」期间
1989年5月26日，陈云主持中共中央顾问委员会常委会议，主张对学生运动:424-425采取以军事手段镇压，并且在会上首次提出了“以邓小平同志为核心的党中央”。
谢谢老伙计们，我和大家是同一代人，我们都是在毛主席的带领下参加了中国革命。你们刚才都说了，有亲人和战友牺牲了，我和你们一样，长征路上，我的警卫员走着走着就看不见了，一回头，别人告诉我，他陷到草地的泥坑里牺牲了……为了社会主义的江山，一共死了2400多万人，有民主人士，有同情革命的，也有共产党人，与其说我们这些人是两万五千里长征走过来的，还不如说是从死人堆里爬出来的。也就是说，社会主义江山来之不易，我们应该珍惜，但现在有人要另起炉灶，我提议我们要坚决拥护“以邓小平同志为‘头子’的中国共产党党中央（后在秘书许永跃的建议下，将“头子”改成“核心”）”，赞成的请举手。

### 晚年
1990年6月6日，同江泽民交谈时指出：自从江泽民同志主持中央工作以来，制定了不少好的方针、政策。现在的关键是要抓落实。
1992年10月19日，中共十四大决定不再设立中共中央顾问委员会，87岁的陈云正式离开政坛退休:444。1994年2月，陈云到上海过春节，这也成为了他最后一次公开露面:348。1994年5月25日，他因为肺炎住进北京医院，此后再也未能出院:450。

### 去世与追悼

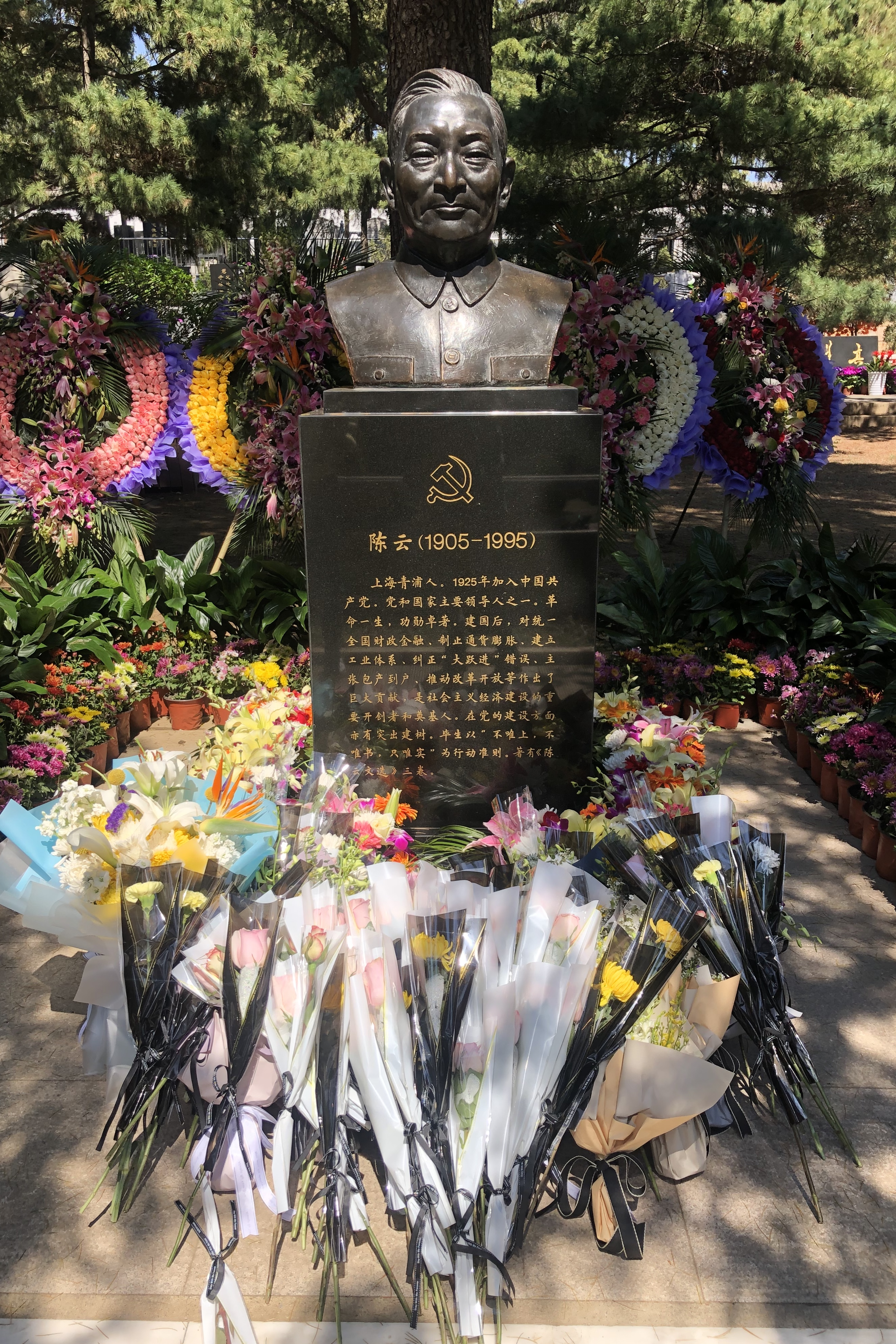
位于北京八宝山革命公墓内的陈云墓，2020年

1995年4月10日14时04分，陈云因病在北京逝世，终年90岁，时任中共中央总书记江泽民陪护他到最后一刻:453。4月12日，中共中央、全国人大常委会、国务院、全国政协、中央军委发出陈云同志逝世的讣告，评价其为“伟大的无产阶级革命家、政治家，杰出的马克思主义者，中国社会主义经济建设的开创者和奠基人之一，党和国家久经考验的卓越领导人”:454。4月17日，陈云的遗体在北京火化，遵遗嘱，葬于八宝山革命公墓的一株雪松下:454-455。
根据新华社1995年4月14日报道，越南共产党中央委员会总书记杜梅4月12日向江泽民发来唁电，对陈云去世表示深切哀悼。
根据新华社1995年4月13日报道，老挝人民革命党中央委员会13日向中国共产党中央委员会发来唁电，对陈云去世表示深切哀悼。
根据新华社1995年4月14日报道，澳大利亚总督比尔·海登、智利总统爱德华多·弗雷·鲁伊斯-塔格莱和科特迪瓦总统亨利·科南·贝迪埃向江泽民，智利总统爱德华多·鲁伊斯并向李鹏发来唁电，他们分别代表这些国家的政府和人民并以他们本人的名义，对陈云的去世表示深切的哀悼，并向陈云的家属表示诚挚的慰问。

## 思想

### 计划生育
陈云坚决支持计划生育。他在1979年6月1日的谈话中说，要“制定法令，明确规定只准生一个”“先念同志对我说，实行‘最好一个，最多两个’。我说再强硬些，明确规定‘只准一个’。准备人家骂断子绝孙。不这样，将来不得了。”

### 不唯上、不唯书、只唯实
“不唯上、不唯书、只唯实”是陈云的座右铭，他的整个经济和政治措施均以实事求是为指导，并坚持“交换、比较、反复”的辨证方式:381，通过交换意见使认识比较全面；通过各种方案的比较得出正确的结论；通过反复的考虑再作最后决定。1990年1月24日，他将这十六字理论写入一幅条幅，赠给时任浙江省委书记李泽民以勉励:430；之后又撰写赠与朱镕基、吴邦国、黄菊等人，勉励其进行上海地区改革:437-438。

### 三个主体、三个补充
“三个主体、三个补充”，旨在强调国民经济按比例发展，是陈云在1956年9月20日的中共八大上作了《社会主义改造基本完成以后的新问题》的报告中提出的一项经济思想。1949年后，因为中华人民共和国建立初期的经济发展程度与情况存在问题和特性，陈云主张在工商经营方面，国家经营和集体经营是工商业的主体，并以个体经营进行补充；在生产计划方面，以计划生产为主体，按照市场变化、国家计划许可范围中进行补充性的自由生产；在流通领域，坚持公有制分配为主体，并允许有限的自由市场:729。这点情况有别于苏联经济模式，但又与市场经济存在区别。他的思想和主张贯穿于第一个五年计划、大跃进后期的经济调整中，对农业、轻工业和重工业进行按比例发展，建立基本货币制度、发行和管理统一货币（第二套人民币）；以及在文化大革命后期，敢于利用西方国家信贷体系、组建商品交易所和期货市场。他主张在中国经济中政府必须保持平衡管理，即政府收入和开支平衡、进出口平衡、主要商品的供需平衡等。

### 鸟笼理论
“鸟笼理论”或称“鸟笼经济”，最初是黄克诚提出的:311，其寓意市场经济是“鸟”，计划经济是“笼子”，“鸟应关在笼子里”，意指提倡“计划经济为主，市场调节为辅”的经济模式。陈云在1956年曾以这个观点推行市场经济与计划经济相佐的经济模式；然而因为政治变迁，这一思路在1982年重提:311-312。是指强调搞活经济，市场调整，不能离开计划的指导:313。这一理论和邓小平主导的改革开放、社会主义市场经济的区别，更多是两人性格和经历中“谨慎与积极”的差异，而非支持与反对的不同。
中共官方和一些学者主张鸟笼经济是文化大革命结束后的一类过渡经济理论和方式，并有弹性的解释，陈云也在上海浦东、深圳特区:443等很多场合中，表达自己对改革的支持:441。而另一些学者则认为鸟笼经济是反对或限制改革的中共保守派思想。

### 反对新闻法
陈云对新闻法持否定态度，认为“在国民党统治时期，制定了一个新闻法，我们共产党人仔细研究它的字句，抓它的辫子，钻它的空子。现在我们当权，我看还是不要新闻法好，免得人家钻我们空子。没有法，我们主动，想怎样控制就怎样控制。”

### “遗训”
许多地方提及陈云有四条“遗训”：“一、中国人好管，饿死也不会造反。二、党内斗争不要开杀戒，否则后代不好见面。三、权力要移交给自己的孩子，不然以后会被挖祖坟。四、《新闻法》不能搞。蒋介石那个时代搞新闻法，而且搞得挺像样，被我们抓到了漏洞，结果还不是被赶到了台湾？我们党要管新闻才好！”实际应当是对他思想的总结。

## 评价

### 正面评价
1956年9月13日，中共七届七中全会第三次会议上，陈云与刘少奇、周恩来、朱德一起被推举为中共中央副主席的候选人，毛泽东评价陈云说：“至于陈云同志，他也无非是说不行、不顺。我看他这个人是个好人，他比较公道、能干，比较稳当，他看问题有眼光。我过去还有些不了解他，进北京以后这几年，我跟他共事，我更加了解他了。不要看他和平得很，但他看问题尖锐，能抓到要点。所以，我看陈云同志行。”:331即使是在文化大革命时，毛泽东也在1969年的中共九大预备会议上称陈云“历史上没有变节，经济方面还是懂一些的。右是右了些，可还不是极右！”:231
胡乔木说庐山会议前，毛泽东召开政治局会议，又评价陈云：“我不能搞经济工作，我不懂。我认为我这一辈子搞不了了，年纪这样大了，还是陈云搞得好。”1961年6月24日，毛泽东在去长沙的火车上同王任重谈话时说：“国难思良将，家贫思贤妻。陈云同志对经济工作是比较有研究的，让陈云同志来主管计划工作、财经工作比较好。”1962年初，在七千人大会上，毛泽东称评价陈云说：“陈云同志，特别是他，懂得较多。”
1995年4月12日，中国共产党官方发布讣告，称赞陈云是“伟大的无产阶级革命家、政治家，杰出的马克思主义者，中国社会主义经济建设的开创者和奠基人之一，党和国家久经考验的卓越领导人”、“陈云同志的一生，是为中国各族人民彻底解放、为在中国建设社会主义社会而顽强奋斗的光辉的一生。”“陈云同志在七十余年的革命生涯中，对共产主义崇高理想和伟大事业坚贞不渝，对党对人民无限忠诚，堪称楷模。他始终坚持并善于把马克思主义基本原理同中国具体实际相结合，创造性地领导革命斗争、经济建设和党的建设，表现了无产阶级革命家的远见卓识和杰出的领导才能。”:454
陈云在去世后仍然受到官方和学术界的关注和讨论。2005年6月12日，中共中央召开“陈云同志诞辰100周年纪念大会”，吴邦国主持大会、胡锦涛发言，称赞他“具有坚强的党性，坚持原则，光明磊落，不居功，不自恃，始终能够摆正个人和党的位置。陈云同志在自己的革命生涯中也遇到过曲折，但他始终顾全大局，维护团结，既不随波逐流，也不消沉退避。”2015年6月12日，中共中央在北京人民大会堂举行“纪念陈云同志诞辰110周年座谈会”，习近平发言称“陈云同志身上表现出来的坚定理想信念、坚强党性原则、求真务实作风、朴素公仆情怀、勤奋学习精神，永远值得我们学习”。

### 负面评价
1949年春，中共中央东北局会议上，东北局根据中央工委关于保障贫雇农在土改中的领导权和一切通过贫农团的指示精神，受到毛泽东批评。辽宁省委副书记白坚和林一山等向陈云率先发难，称陈云在临江战役中过分强调困难，把中共的处境形容为“风雨飘摇中的豆油灯”，批评他犯了悲观主义的错误。另一方面则在土地改革中过于左倾，包括“贫雇农打江山坐江山”的口号。陈云尽管做出自我批评，但也反而批评白坚等人。高岗总结时，严厉批评白坚、林一山、刘建章，双方出现严重冲突；在李富春、林枫等人调停下事情平息。不久，中共中央组织部将白坚调离东北。文化大革命期间，陈云的经济主张也受到反对。1968年，康生、谢富治先后对陈云发难，称他是：“陈云搞些什么？多赚钱，卖花布，炒肉片，高价商品。他一贯反毛主席，休息也不幹好事”:148。

## 著作
- 《陈云文稿选编》共三册，1981年出版，是《陈云文选》的初版。
- 《陈云文选》共三卷，1984年第一版，1995年5月第二版。本书共收1926-1994年的主要著作190篇。
  - 第一卷1926年7月至1949年6月的著作55篇。
  - 第二卷1949年8月至1956年7月的著作52篇。
  - 第三卷1956年9月至1994年2月的著作83篇。
- 《陈云文集》共三卷，2005年出版。起自1935年，迄至1986年，收入《陈云文选》以外的重要文章、手稿、原稿和讲话、谈话的记录稿等共388篇。
  - 第一卷1935年10月至1949年9月的著作共145篇。
  - 第二卷1949年10月至1955年12月的著作共126篇。
  - 第三卷，1956年1月至1986年10月的著作共117篇。

## 家庭
陈云与夫人于若木共有5名子女，分别为大女儿陈伟力、儿子陈元、女儿陈伟华、女儿陈伟兰和小儿子陈方。
- 长女~陈伟力[69]（1942年1月-）[70]:历任中国新技术创业投资公司副总经理，中国国际技术智力合作公司总经理兼党委书记。现任浙江省爱心事业基金会理事长。
- 长子~陈元（1945年1月－）：中国人民银行前副行长，国家开发银行首任行长，第十二届全国政协副主席[71]。
- 次女~陈伟华（1947年-）：任北京师范大学附属实验中学历史教师[72]。
- 三女~陈伟兰（1949年4月）：原国家行政学院副院长，十一届全国人大常委[73]。
- 幼子~陈方：是中山实业公司总经理[69]，与中共元老宋任穷之女宋珍珍结婚（后离婚）。
- 孫兒：陳小欣Charles
- 孫女：陳曉丹Sabrina

## 个人生活
陈云酷爱评弹，是他最热爱的娱乐之一。早在十岁时，他就经常和姨夫去看评弹:8-13；之后他在政治生涯中，也经常过问上海、苏州的评弹业行情和新闻:27，甚至亲自指导当时的评弹台风，鼓励教学和交流活动:28-30。1979年11月，在结肠癌切除手术后，仍然住院中的陈云应苏州评弹学校邀请，为该校提写校名，并致信周良道：“我的题字实在不能登大雅之堂。但经你一再催促，评弹又是我喜欢的文艺，所以依嘱写上六个字，不知可用否？”:2541987年1月13日，他为苏州评弹学校题名:401。2004年，得知苏州评弹博物馆筹建的消息后，陈云遗孀于若木将陈云生前所收藏的6箱共计562盒评弹资料全部捐赠予苏州评弹博物馆，博物馆内也特别设置了“陈云同志与苏州评弹”专题展室，以展出这些资料。

## 纪念
尽管陈云在1982年10月公开反对修建纪念堂:307，在他去世后，他幼年时居住的老宅被改造为陈云故居暨青浦革命历史纪念馆。2000年6月6日开馆，时任中共中央总书记、国家主席的江泽民题写馆名。纪念馆占地52亩，建筑面积5500平方米，共分四个展厅，采用图片、文献、实物等展现陈云生平。纪念馆还有镌刻碑廊，用以展示以陈云本人和社会各界人士的书法作品。2005年，当地政府在他故居前修建陈云铜像。中国人民银行也于同年6月13日发行陈云诞辰100周年金银纪念币一套。
1946年指挥临江战役期间，他在今吉林省临江市的居所，于1980年代设立纪念馆。2006年，陈云旧居纪念馆以四保临江战役指挥部旧址之名列为第六批全国重点文物保护单位。